# Симон II де Санлис, граф Нортгемптон
Симон II де Санлис (англ. Simon II de Senlis; умер в августе 1153) — англонормандский аристократ, граф Нортгемптон и Хантингдон в 1138—1139 и 1141—1153 годах, активный участник гражданской войны в Англии на стороне короля Стефана Блуаского.
Вскоре после смерти отца Симона его мать, Матильда Хантингдонская, вышла замуж за шотландского принца, будущего короля Давида I, который получил под управление владения жены и графский титул. Несмотря на протесты Симона, Давид сохранил эти владения и после смерти жены. После смерти короля Генриха I новый король, Стефан Блуаский, в 1136 году признал владельцем Хантингдона Генриха Шотландского, единокровного брата Санлиса. Своё наследство и титул графа Нортгемптона Симон смог получить только в 1141 году в награду за поддержку Стефана в гражданской войне. Он до самой смерти оставался непримиримым противником претендовавшей на английский трон императрицы Матильды, а затем её сына, будущего короля Генриха II Плантагенета. Вступив на престол уже после смерти Симона, новый король передал Хантингдон в обход законного наследника, Симона III, королю Шотландии Малькольму IV.

## Происхождение
Симон происходил из англо-французского рода Санлисов. Его отец, Симон I, был младшим сыном Ландри де Санлиса, сеньора Шантильи и Эрменонвиля в Пикардии. Он перебрался в Англию, скорее всего, во время правления Вильгельма II Рыжего, получив руку богатой наследницы — Матильды Хантингдонской. Она происходила из английского рода, основателем которого был датчанин Сивард. Он был одним из тех, кто после завоевания Англии Кнудом Великим получил значительную власть в Англии, став между 1023 и 1033 годом эрлом Нортумбрии. Кроме того, Сивард женился на Этельфледе, происходившей из Бамбургского дома, в руках которого находилась северная часть Нортумбрии. В 1041 году он убил последнего эрла Бамбурга, присоединив его владения. Одним из сыновей Сиварда был Вальтеоф, который владел будущими графствами Хантингдон и Нортгемптон, а также рядом других земель. После нормандского завоевания Англии Вальтеофу удалось сохранить своё положение, покорившись Вильгельму I Завоевателю, с которым он породнился, женившись на его племяннице, Юдит Лансской, а позже получив от нового короля титул графа Нортумбрии. Но в 1075 году Вальтеоф присоединился к восстанию трёх графов против Вильгельма I, после подавления которого попал в плен и был казнён. Наследницей его владений стала дочь Матильда. После того как она вышла замуж за Симона I де Санлиса, король признал за ним титул графа Нортгемптона и Хантингдона. Сохранил Симон своё положение и во время правления Генриха I.

## Ранняя биография
Точный год рождения Симона II неизвестен. В момент смерти отца он был несовершеннолетним. Король Генрих I в 1113 году выдал замуж Матильду, мать Симона Младшего, за шотландского принца Давида (в 1124 году он под именем Давида I стал королём Шотландии), передав ему графский титул. В результате под его контролем оказались обширные владения Матильды, простиравшиеся от Южного Йоркшира до Мидлсекса. В основном они были сосредоточены в графствах Нортгемптоншир, Хантингдоншир, Кембриджшир и Бедфордшир. Эти владения были известны как «онор Хантингдон». В поздних источниках привязанный к этому владению титул называется или граф Хантингдон, или граф Нортгемптон. Некоторые исследователи считают, что в этот период существовало 2 разных графства, однако сохранившиеся данные свидетельствуют о том, что это феодальное владение было неделимым, а титулы графа Хантингдона и Нортгемптона были синонимичны. Если представители рода Санлисов предпочитали использовать титул графа Нортгемптона, то претендовавшие позже на эти владения представители шотландской королевской династии говорили о оноре Хантингдона.
Мать Симона умерла в 1131 году, родив в браке с Давидом нескольких детей. Ставший к этому моменту шотландским королём, Давид сохранил контроль над владениями жены, хотя его пасынок, уже ставший совершеннолетним, требовал у английского короля справедливости. Генрих I умер в 1135 году, после чего английской короной короновался его племянник Стефан Блуаский. Давид Шотландский, не желая приносить оммаж за английские владения, уступил Хантингдон своему сыну от брака с Матильдой, Генриху (единокровному брату Симона), которого король Стефан признал графом Хантингдонским в 1136 и 1139 годах. Хотя в период временной конфискации у Генриха Хантингдона с января 1138 по апрель 1139 года эти владения были временно переданы Симону, но окончательно их он получил только в 1141 году, когда шотландская дипломатия Стефана потерпела крах.
Положение Симона в этот период остаётся предметом дискуссий. Хотя высказывалось предположение, что в 1136 году ему было выделено из Хантингдонского онора графство Нортгемптон, а кое-кто считал его графом Нортумберленда (что не подтверждается источниками), впервые с титулом графа Нортгемптона Симон упоминается только в 1138 году, когда после победы англичан в «битве Штандартов» ему удалось получить владения матери. Однако по условиям Второго Даремского договора 1139 года Хантингдон вновь был передан Генриху Шотландскому.

## Гражданская война в Англии
Во время гражданской войны в Англии Симон оставался его одним из самых верных соратников Стефана Блуаского в его борьбе против претензий на престол императрицы Матильды, дочери Генриха I. 2 февраля 1141 года он сражался в битве при Линкольне, после поражения которой Стефан попал в плен. После этого Симон оказался одним из трёх графов, сохранивших верность Матильде Булонской, жене Стефана, которая от имени пленённого мужа продолжила борьбу с объявившей себя королевой Англии императрицей Матильдой.
В сентябре он командовал королевской армией, победившей в битве при Уинчестере.
В награду за верность получивший свободу Стефан возвратил Симону Хантингдон. Его власть распространялась на Хантингдоншир, Нортгемтоншир и Бедфордшир, причём в первых двух графствах он, судя по всему, по приказу короля имел полную власть, осуществляя королевские функции.
Около 1150 года Симон был союзником Роберта де Бомона, 2-го графа Лестера (на дочери которого он был женат) при заключении тем договора с Ранульфом де Жерноном, графом Честером.
Симон был известен как крупный благотворитель различных церковных организаций. В 1145 году он основал женский монастырь Клуниак в аббатстве Делапре недалеко от Нортгемптона, а в 1146—1147 годах — цистерцианское аббатство Сотри в Хантингдоншире.
Симон умер в августе 1153 года и был похоронен в монастыре Святого Андрея в Нортгемптоне. Его вдова, Изабелла де Бомон, позже вышла замуж за Жерве Пейнела из Дадли (умер в 1154).
Хронист Генрих Хантингдонский называет Симона наряду с Евстахием, сыном Стефана Блуаского, самыми непримиримыми противниками Генриха II Плантагенета, указывая, что только благодаря их смерти в 1153 году стало возможным заключение Уоллингфордского договора, поставившего точку в гражданской войне.
Став королём, Генрих Плантагенет передал Хантингдон шотландскому королю Малькольму IV, старшему сыну Генриха Шотландского. Симон III де Санлис, наследник Симона II, который в момент смерти отца был несовершеннолетним, получил Хантингдон только после его конфискации у Вильгельма I Льва в 1174 году.

## Брак и дети
Жена: Изабелла де Бомон (ум. после 1188), дочь Роберта де Бомона, 2-го графа Лестера, и Амиции де Гаэль. Дети:
- Симон де Санлис (около 1138 — июнь 1184), граф Нортгемптон с 1174 года[6][13].
- Амиция де Санлис[13].
- Хависа де Санлис[13].
- Изабелла де Санлис; муж: Уильям III Модит (1131/1133 — 2 октября 1194)[13].

Также от неизвестной по имени любовницы у Симона II известен один незаконнорожденный сын:
- Симон де Санлис (умер после 28 марта 1175)[13].